# Cyligramma limacina
Cyligramma limacina is een vlinder uit de familie spinneruilen (Erebidae). De wetenschappelijke naam is voor het eerst geldig gepubliceerd in 1832 door Guérin-Méneville.
De soort komt voor in tropisch Afrika.